# Hemiceras angulata
Hemiceras angulata är en fjärilsart som beskrevs av Paul Dognin 1908. Hemiceras angulata ingår i släktet Hemiceras och familjen tandspinnare. Inga underarter finns listade i Catalogue of Life.